# بيز تيري
بيز تيري (بالإنجليزية: Piz Terri)‏ هو أحد جبال سلسلة جبال الألب ليبونتيني ويقع في كانتون غراوبوندن/كانتون تيسينو في سويسرا. يحتل المرتبة رقم 159 في قائمة جبال سويسرا من حيث الارتفاع، إذ يبلغ ارتفاعه حوالي 3149 متر، بينما يبلغ ارتفاع نتوء الجبل 390 متر، هذا وقد سجل أول وصول لقمة الجبل عام 1802.